# Forstzeitung

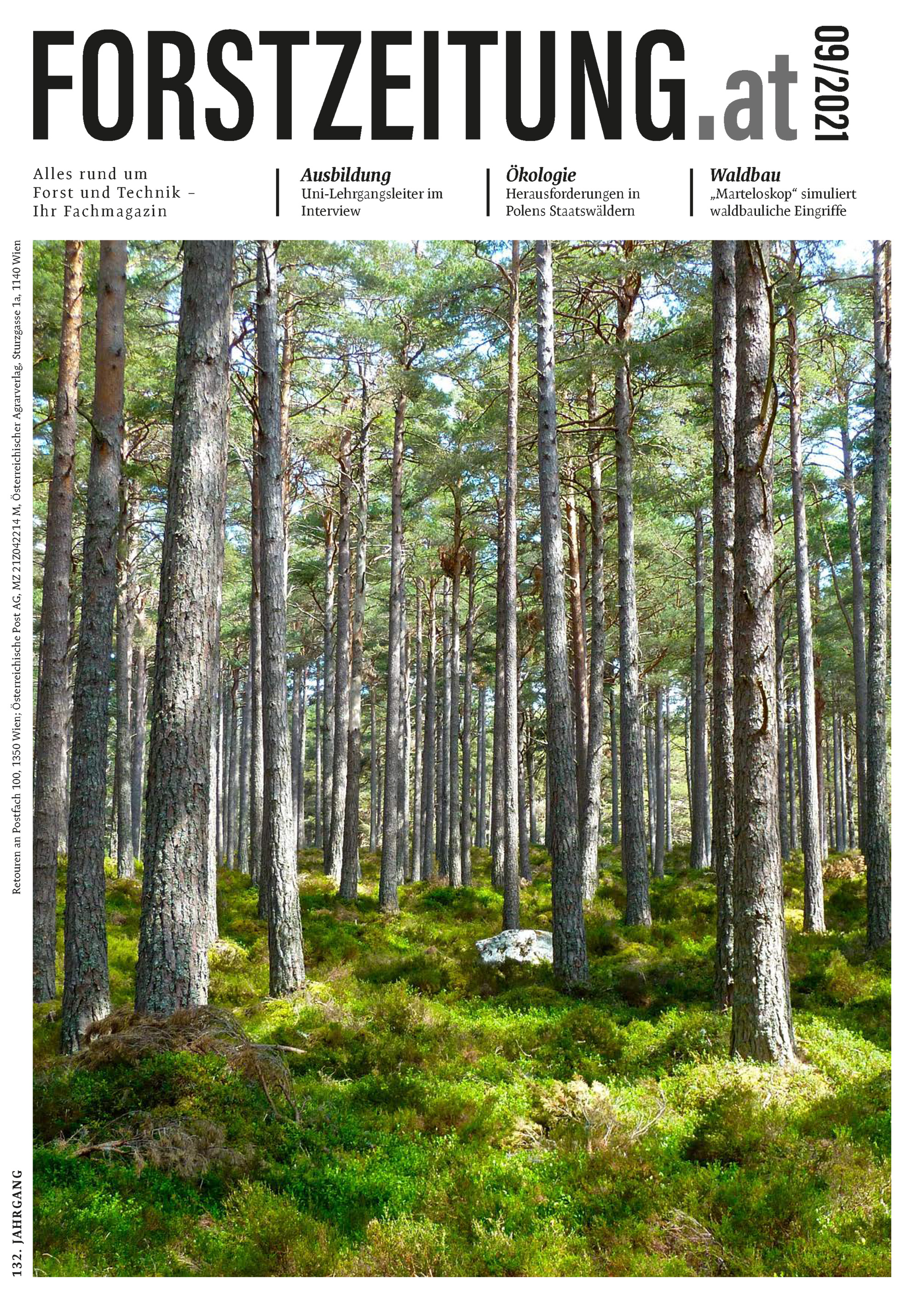
Forstzeitung – Titelblatt

Die Forstzeitung ist eine seit dem Jahr 1883 bestehende Fachzeitschrift des Österreichischen Agrarverlags. Das monatlich in Wien erscheinende Magazin erreicht eine Auflage von 3.500 Exemplaren und wird in Österreich, Deutschland, der Schweiz und Italien vertrieben. Inhaltlich widmet sich die Forstzeitung den Themenfeldern Wald, Forstwirtschaft und Landwirtschaft, Forsttechnik, Wildbach- und Lawinenverbauung sowie Jagdwirtschaft. Nach eigenen Angaben erzielt die Forstzeitung eine regelmäßige Reichweite von 14.000 Lesern.
Das Redaktionsteam steht unter der Leitung von Chefredakteur Robert Spannlang und wird seit 2005 von einem siebenköpfigen Redaktionsbeirat länderübergreifend unterstützt. Die Berichterstattung der Forstzeitung umfasst Holzmarkt, Wirtschaft und monatliche wechselnde Themenschwerpunkte.

## Geschichte
Die Forstzeitung wurde 1883 als Österreichische Forstzeitung gegründet und erschien bis 1894 unter dem Zusatz Illustrirte Zeitung für Forstwirtschaft u. Holzhandel, Jagd u. Fischerei. 1895 wurde die Zeitschrift in Österreichische Forst- und Jagdzeitung umbenannt, 1920 erfolgte ein Namenswechsel zum Titel Wiener allgemeine Forst- und Jagdzeitung. Während des Zweiten Weltkriegs erschien die Zeitschrift ab 1939 zunächst unter dem Titel Allgemeine Forstzeitung, ab 1941 als Der Gebirgsforst. Nachdem die Zeitschrift 1945 nicht erschienen war, erfolgte 1946 ein neuerlicher Wechsel im Titel und das Magazin erschien bis 1950 als Allgemeine forst- und holzwirtschaftliche Zeitung und danach wieder als Allgemeine Forstzeitung. 1987 kehrte die Zeitschrift wieder zu ihrem Gründungstitel Österreichische Forstzeitung zurück und erscheint seit 2004 als Forstzeitung. Die Zeitschrift erschien bis vor dem Zweiten Weltkrieg wöchentlich und wurde immer freitags in Umlauf gebracht. Danach erschien das Magazin nur noch monatlich. Seit Dezember 2019 sind viele Inhalte auch auf der Online-Plattform forstzeitung.at abrufbar.

## Leser
Nach eigenen Angaben stammen die Leser der Forstzeitung zu 37 Prozent aus Forstbetrieben und zu 19 Prozent aus Forstbehörden. 15 Prozent sind Waldbesitzer, 12 Prozent gehören Interessenvertretungen an, 10 Prozent sind im Bereich der Wildbach- und Lawinenverbauung tätig und 7 Prozent in Forschungsanstalten und Schulen aktiv. 26 Prozent der Leser sind unter 41 Jahre alt, 32 Prozent sind zwischen 41 und 50 Jahre alt, 28 Prozent im Alter von 51 bis 60 Jahre sowie 14 Prozent über 60 Jahre alt.